# Porno-Théo-Kolossal
Série Trilogie de la mort
Salò ou les 120 Journées de Sodome
(1975)
Pour plus de détails, voir Fiche technique et Distribution.
Porno-Théo-Kolossal (Porno-Teo-Kolossal en italien, 1966-1975) est une des œuvres incomplètes de Pier Paolo Pasolini, dont il a co-écrit le scénario avec Sergio Citti. Le réalisateur n'a pas eu le temps de le tourner à cause de sa mort prématurée survenue le 2 novembre 1975.

## Synopsis
L'histoire débute à Naples, où se répand la rumeur que le Messie doit naître. On assiste à des scènes de fanatisme, à des fêtes, des processions et des bagarres entre autres. Le roi mage Épiphanie part en compagnie de son serviteur Nunzio (également appelé « Il Romanino ») pour un voyage fantastique et halluciné.
Épiphanie et son serviteur suivent une étoile filante (l'idéologie) qui se dirige vers le lieu où est né le Messie. Commencé à Naples, leur vagabondage les mène :
- à Sodome (Rome) où seul l'amour homosexuel est permis ;
- à Gomorrhe (Milan) où l'homosexualité est bannie et où l'on vole et viole ;
- à Numance (Paris) en état de guerre et où les habitants commettent un suicide de masse ;
- et à Ur.

Quand ils arrivent à destination, non seulement le Messie est né, mais toute sa vie s'est déroulée et il est mort, après avoir fondé une religion à son tour disparue. Le roi mage, arrivé sur place pour rien, se meurt. Le serviteur bourru qui l'accompagne lui révèle, alors qu'il est sur le point de mourir, qu'il est un ange. Il prend le roi mage par la main pour l'emmener au paradis comme il le mérite. Mais le paradis n'existe pas. Les deux font marche arrière, vers le monde de la réalité, dont ils découvrent les valeurs alors qu'ils en cherchent d'autres. Ils finissent en statues de sel comme la fille de Loth dans le récit de la Bible.

## Distribution
- Eduardo De Filippo : aurait dû interpréter le roi mage Épiphanie
- Ninetto Davoli : aurait dû interpréter son serviteur Nunzio

## Titre
Les titres provisoires que Pasolini a donnés au film sont :
- Il cinema (« Le cinéma » en italien) ;
- Ta kai ta (du grec ancien « Ceci et cela », phrase citée par Palladios dans l'Histoire lausiaque)[6] ;
- Circenses (« Jeux du cirque » en latin) ;
- Dromenon Legomenon (« Action chant » en grec ancien).

Sur le scénario, composé de 75 fiches dactylographiées avec quelques corrections à la main, ainsi que dans les lettres, c'est le titre Porno-Teo-Kolossal qui reste,. Ce titre provocateur associe trois mots au champ sémantique très éloigné :
- le préfixe porno-, pour la pornographie ;
- le préfixe italien teo-, équivalent au français théo-, qui évoque Dieu ;
- kolossal (it), qui désigne en Italie un type de films à grand spectacle, démesurés tant pour les moyens que le nombre des acteurs, souvent des péplums, dans la lignée du film Cabiria.

## La lettre à Eduardo De Filippo

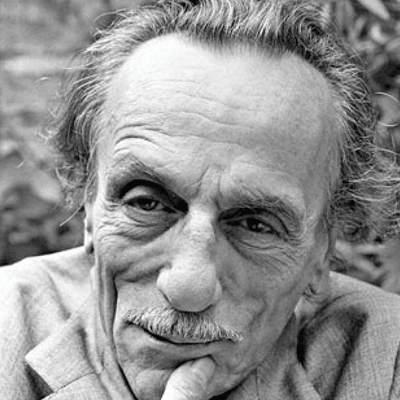
Eduardo De Filippo.

La relation entre l'acteur et l'intellectuel Eduardo De Filippo et Pasolini ne datait pas d'hier : à l'époque du procès du film Les Contes de Canterbury, De Filippo avait pris la défense du réalisateur. Des son côté, Pasolini avait défini De Filippo comme « le plus grand acteur italien » et avait pensé à écrire pour lui un texte de théâtre en napolitain intitulé Mandolini.
En ce qui concerne la réalisation de leur nouveau travail, tout semble mûrir à une époque où les deux sont probablement assez proches. Ainsi, Pier Paolo Pasolini écrit à Eduardo De Filippo le 24 septembre 1975 :

« Cher Eduardo,
Voici enfin sous forme écrite le film dont je te parle à présent depuis des années. En substance, il y a tout. Il manque encore les dialogues, encore provisoires, parce que je compte beaucoup sur ta collaboration, éventuellement improvisée lorsque nous tournons. Je te confie complètement Épiphanie : par a priori, par parti-pris, par choix. Épiphanie c'est toi. Le « toi » du rêve, apparemment idéalisé, en fait réel.
J'ai dit que le texte est écrit. En réalité ce n'est pas ainsi. En fait, je l'ai dicté au magnétophone (pour la première fois de ma vie). Pour cela, il reste, au moins du point de vue linguistique, oral. Tu te rendras de suite compte, en le lisant, qu'il semble quelque un peu plombé, répétitif, pédant. N'y prête pas attention. Il m'était impossible, pour des raisons pratiques, de faire autrement.
Moi-même, je l'ai lu entièrement aujourd'hui, il y a peu, pour la première fois. Et j'en ai été traumatisé : retourné par son engagement « idéologique », justement, de « poème », et écrasé pas son ampleur organisationnelle.
J'espère, avec toute ma passion, que non seulement le film te plaise et que tu acceptes de le faire : mais aussi que tu m'aides et m'encourages à affronter une pareille entreprise. Je t'embrasse avec affection, ton Pier Paolo. »

— Pier Paolo Pasolini, Lettre à Eduardo De Filippo

## Porno-Théo-Kolossal revisité
En 1996, le réalisateur Sergio Citti, ami et aide de Pasolini, tourne le film I magi randagi, avec comme interprètes Franco Citti, Silvio Orlando et Ninetto Davoli. Partant de l'idée originale pasolinienne, Sergio Citti racconte l'histoire d'un groupe d'acteurs de théâtre philosophes qui cherchent à représenter des scènes de la nativité de Jésus Christ. Cependant, ils sont incompris et contraints de partir et de voyager longtemps comme des nomades.
Le film Pasolini d'Abel Ferrara (2014) reconstruit certaines séquences de Porno-Teo-Kolossal, avec Ninetto Davoli dans le rôle pensé pour Eduardo De Filippo et Riccardo Scamarcio dans le rôle prévu pour Ninetto Davoli.

## Éditions papier
- Porno-Théo-Kolossal : suivi de Le Cinéma, Paris, Mimesis, coll. « Altera », 24 novembre 2016, 125 p. (ISBN 978-88-6976-055-6)